# Aleksandyr Dełczew
Aleksandyr Dełczew, bułg. Александър Делчев (ur. 15 lipca 1971 w Sofii) – bułgarski szachista, arcymistrz od 1997 roku.

## Kariera szachowa
Od połowy lat 90. należy do ścisłej czołówki bułgarskich szachistów. Jest trzykrotnym mistrzem Bułgarii mężczyzn (w latach 1994, 1996 i 2001). Dwukrotnie wystąpił w mistrzostwach świata rozegranych systemem pucharowym: w 2001 w Moskwie uległ w III rundzie Borysowi Gelfandowi, natomiast w 2004 w Trypolsie - w II rundzie przegrał z Weselinem Topałowem. 
Wielokrotnie reprezentował Bułgarię w turniejach drużynowych, m.in.:
- ośmiokrotnie na olimpiadach szachowych (w latach 1994, 2000, 2002, 2004, 2006, 2008, 2010, 2012); medalista: indywidualnie – srebrny (2008 – na IV szachownicy)[5],
- sześciokrotnie na drużynowych mistrzostwach Europy (w latach 1999, 2001, 2003, 2007, 2009, 2011); medalista: indywidualnie – brązowy (2007 – na IV szachownicy)[6],
- dwukrotnie na drużynowych mistrzostwach Bałkanów (w latach 1992, 1994); dwukrotny medalista: wspólnie z drużyną – złoty (1994) i srebrny (1992)[7].

Odniósł wiele sukcesów w międzynarodowych turniejach (przede wszystkim otwartych), zwyciężając bądź dzieląc I miejsca m.in. w Nicei (2001), Hyères (2001), Reggio Emilii (2001/02), Teramo (2002), Imperii (2002), Linares open (2003), Ljubljanie (2003), Suboticy (2003), Porto San Giorgio (2003), Albacete (2003), Genui (2003), Balaguerze (2004), Navalmoral de la Mata (2004), Reggio Emilii (2004/05), Sorcie (2005, 2008), Bijelo Polje (2005), Bad Wiessee (2005) oraz Balaguerze (2006). W 2014 zwyciężył w Jaén.
Uwaga: Lista sukcesów niekompletna (do uzupełnienia w latach 2006–2014).
Najwyższy ranking w karierze osiągnął 1 października 2005, z wynikiem 2669 punktów zajmował wówczas 36. miejsce na światowej liście FIDE, jednocześnie zajmując 2. miejsce (za Weselinem Topałowem) wśród bułgarskich szachistów.

## Życie prywatne
Jego żoną jest arcymistrzyni Emilia Dżingarowa.